# Ramón Ramírez
Jesús Ramón Ramírez Ceceña (født 5. december 1969 i Tepic, Mexico) er en tidligere mexicansk fodboldspiller (midtbane).
Ramírez tilbragte størstedelen af sin karriere i hjemlandet, hvor han blandt andet repræsenterede Chivas Guadalajara, Tigres UANL og América Hos Chivas var han i 1997 med til at vinde det mexicanske mesterskab. Han spillede også for Chivas' amerikanske søsterhold, Chivas USA i Major League Soccer.
Ramírez nåede over en periode på ni år at spille hele 121 kampe og score 15 mål for Mexicos landshold. Hans første landskamp var et opgør mod Ungarn 4. december 1991, mens hans sidste optræden i landsholdstrøjen fandt sted 15. november 2000 i en VM-kvalifikationskamp på udebane mod Canada.
Han repræsenterede sit land ved en lang række internationale slutrunder, heriblandt VM i 1994 i USA og VM i 1998 i Frankrig. Han var også med til at vinde guld ved Confederations Cup 1999 på hjemmebane, samt ved tre udgaver af de nordamerikanske mesterskaber CONCACAF Gold Cup.

## Titler
Liga MX
- 1997 med Chivas Guadalajara

Confederations Cup
- 1999 med Mexico

CONCACAF Gold Cup
- 1993, 1996 og 1998 med Mexico